# Scotorythra hecataea
Scotorythra hecataea là một loài bướm đêm trong họ Geometridae.